# Тайтъс (окръг, Тексас)
Окръг Тайтъс (на английски: Titus County) е окръг в щата Тексас, Съединени американски щати. Площта му е 1103 km², а населението - 28 118 души (2000). Административен център е град Маунт Плезънт.